# Roland Burrage Dixon
Roland Burrage Dixon (* 6. November 1875 in Worcester, Massachusetts; † 19. Dezember 1934) war ein US-amerikanischer Anthropologe.
1897 graduierte er an der Harvard University, wo er als Forschungsassistent im Fach Anthropologie blieb, er erwarb 1900 den Ph. D. bei Franz Boas, arbeitete darauf als instructor und nach 1906 als assistant professor. 1910 wurde er in die American Academy of Arts and Sciences gewählt. Er war deren Vizepräsident von 1910 bis 1911 und Präsident der American Folklore Society von 1907 bis 1909. Er war Professor in Harvard seit 1916 und Mitglied der American Commission to Negotiate Peace (1916–18) in Paris und seit 1926 der American Philosophical Society. Professor Dixon lieferte auch viele Beiträge für anthropologische und ethnologische Fachzeitschriften.
Der amerikanische Anthropologe Alexander Goldenweiser stand seiner wissenschaftlichen Methodik in seinem Hauptwerk The Racial History of Man ablehnend gegenüber.

## Werke
- Maidu Myths. In: Bulletin of the American Museum of National History, Band 17, Teil 2, 1902, S. 33–118 (über die Maidu)
- The Northern Maidu. In: Bulletin of the American Museum of National History, Band 17, Teil 3, 1905, S. 119–346
- The Chimariko Indians and Language. 1910
- Maidu Texts. (Publications of the American Ethnological Society, Band 4) E. J. Brill, Leiden 1912
- Oceanic Mythology. 1915 (Mythen der Region Indonesien, Ozeanien, Australien)
- Racial History of Man. 1923
- The Building of Culture. 1928